# Сімнадцята поправка до Конституції США

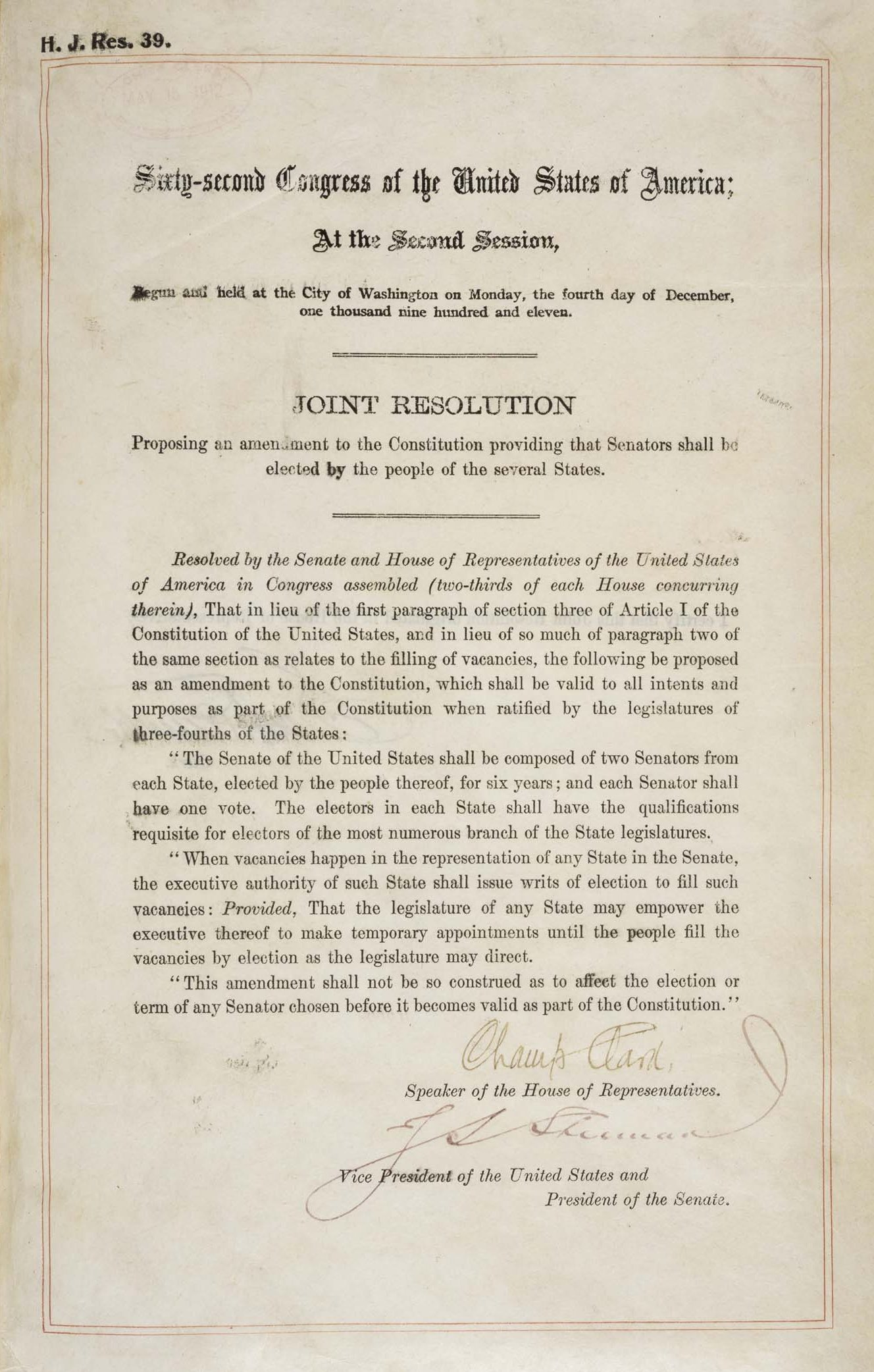
Сімнадцята поправка до Конституції США

Сімнадцята поправка до Конституції США (англ. Seventeenth Amendment to the United States Constitution) набрала чинності 8 квітня 1913 року. Вона вводить прямі вибори сенаторів до Сенату США.

## Текст поправки
| 1. У складі Сенату Сполучених Штатів має бути по два сенатори від кожного штату, обраних людністю останнього на шість років. Кожен сенатор має один голос. Виборці у кожному штаті повинні задовольняти вимогам, установленим для виборців у найчисленнішу палату законодавчих органів штату. 2. Коли постане вакансія у представництві якогось штату в Сенаті, орган виконавчої влади цього штату має видати наказ про вибори на цю вакантну посаду. Законодавчі органи штату можуть уповноважити орган виконавчої влади вчинити тимчасове призначення, доки вакансія не буде заміщена на загальних виборах відповідно до вказівок законодавчих органів. 3. Ця поправка не повинна тлумачитися так, щоб вплинути на обрання чи термін сенаторів, обраних перед набранням цією поправкою чинності як частини Конституції. Оригінальний текст (англ.) 1. The Senate of the United States shall be composed of two Senators from each State, elected by the people thereof, for six years; and each Senator shall have one vote. The electors in each State shall have the qualifications requisite for electors of the most numerous branch of the State legislatures. 2. When vacancies happen in the representation of any State in the Senate, the executive authority of such State shall issue writs of election to fill such vacancies: Provided, That the legislature of any State may empower the executive thereof to make temporary appointments until the people fill the vacancies by election as the legislature may direct. 3. This amendment shall not be so construed as to affect the election or term of any Senator chosen before it becomes valid as part of the Constitution. |

## Ратифікація
На відміну від Білля про права, сімнадцята поправка була ратифікована кожним із штатів США окремо. 
1. Массачусетс — 22 травня 1912
2. Аризона — 3 червня 1912
3. Міннесота — 10 червня 1912
4. Нью-Йорк — 15 січня 1913
5. Канзас — 17 січня 1913
6. Орегон — 23 січня 1913
7. Північна Кароліна — 25 січня 1913
8. Каліфорнія — 28 січня 1913
9. Мічиган — 28 січня 1913
10. Айова — 30 січня 1913
11. Монтана — 30 січня 1913
12. Айдахо — 31 січня 1913
13. Західна Вірджинія — 4 лютого 1913
14. Колорадо — 5 лютого 1913
15. Невада — 6 лютого 1913
16. Техас — 7 лютого 1913
17. Вашингтон — 7 лютого 1913
18. Вайомінг — 8 лютого 1913
19. Арканзас — 11 лютого 1913
20. Мен — 11 лютого 1913
21. Іллінойс — 13 лютого 1913
22. Північна Дакота — 14 лютого 1913
23. Вісконсин — 18 лютого 1913
24. Індіана — 19 лютого 1913
25. Нью-Гемпшир — 19 лютого 1913
26. Вермонт — 19 лютого 1913
27. Південна Дакота — 19 лютого 1913
28. Оклахома — 24 лютого 1913
29. Огайо — 25 лютого 1913
30. Міссурі — 7 березня 1913
31. Нью-Мексико — 13 березня 1913
32. Небраска — 14 березня 1913
33. Нью-Джерсі — 17 березня 1913
34. Теннессі — 1 квітня 1913
35. Пенсільванія — 2 квітня 1913
36. Коннектикут — 8 квітня 1913